# Фейст, Серж
Серж Фейст (фр. Serge Feist; род. 3 сентября 1944) — французский дзюдоист, чемпион Европы среди юниоров 1965 года, чемпион (1966, 1967, 1969, 1970) и бронзовый призёр (1968, 1971) чемпионатов Франции, победитель и призёр международных турниров, чемпион (1969, Остенде) и бронзовый призёр (1965, 1966, 1968) призёр чемпионатов Европы, чемпион (1968), серебряный (1966, 1967) и бронзовый (1965, 1969, 1970) призёр командных чемпионатов Европы. Выступал в лёгкой весовой категории (до 63 кг).